# スロットカー

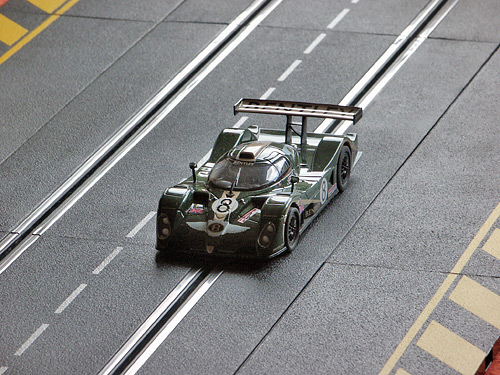
カレラ製のスロットカー

スロットカーは、模型自動車がスロット（溝）のついたコースを走るシステム。日本国内の歴史についてはスロットレーシングを参照。

## 概要
元々は鉄道模型の原理を応用して作られたもので、走行させるコースには通常、競争させるために複数の車線を持つ。コースの路面には車線ごとにスロット (溝) があり、スロットカーの車体底面前方にはこのスロットにゆるくかみ合うガイドが設けられている。スロットカーはこのガイドに導かれて車線に沿って走行する。
スロットの両側には電気を供給する電線 (電路) があり、車体底面のガイドとあわせて設置されたコレクター (集電ブラシ) により電力を取得する。利用者の手元にあるコントローラーで供給電圧をコントロールし、スピード調節ができる。
スロットでガイドされているためステアリングは無いが、連動してあたかもステアリングが作動するようなギミックを組み込んだ製品もある。
完成品として販売されている製品の中には車体の底に磁石が設置されていて、主に家庭用コース内に設置された磁性をもつ集電線との吸引力を利用してダウンフォースを得る物もある。そのため、初心者はカーブでスピードを出しすぎた際の遠心力によるコースアウトをある程度防げる。
多くの営業用コースは磁性が無いため吸引力は得られないが、1/32スケールのコースは磁性体を路面に埋め込むことで吸引力を得られるようになっているものが増えつつある。木製のコースではグリップ剤を使用することにより、強力なグリップを得られる。プラスチック製のコースではグリップ剤の効果は低いばかりか、路面に悪影響を与える可能性があり、禁止しているサーキットもある。近年、家庭用として手回し式発電機で走らせる形式の物もある。

## 歴史
1912年にアメリカでライオネルが電気仕掛けの自動車模型として「racing automobiles」を発売した。これは三線式鉄道模型のシステムをそのまま自動車模型に応用したもので、両側の車輪と、車体下部のコレクターとで電力を取得し走行するものであった。これは1915年に生産終了した。この種の自動車模型が再登場するまでに40年近くの時間を要した。
1957年にイギリスのミニモデルズ社が1/32スケールの「スケーレックストリック」を発売した。これは現代にまで続くスロットカーシステムの始祖であり、これをきっかけとして1960年代に世界中で大ブームを巻き起こした。当時ヨーロッパでは1/32 - 1/43スケールが、日本やアメリカでは1/24スケールが流行った。1970年代以降ブームは衰えたが、愛好者の間でレース活動が続けられた。
1990年代後半、ヨーロッパで1/32スケールと1/64スケールのスロットカーがブームになり、いくつかのメーカーが新規参入・再参入した。出版社からはスロットカーのムック本が相次いで発刊された。
この時期、1回生産のみの限定商品が多くなり、実際には走らせずミニカーのように集めて鑑賞するという楽しみ方が広がりだした。
2000年代に入ると、これまでは軌道上の電圧を変化させて速度調整を行っていたが、デジタルシステムと呼ばれる、デジタル信号通信を利用した速度調整技術が登場した。軌道上に走行用の電力と通信用のデジタル信号を重畳させ、車両側で信号を受け取り、速度を制御する。1/32の本場ヨーロッパでは、スケーレックストリック、SCX、カレラなどが次々とデジタルシステムを展開しはじめた。デジタルシステムは、各車両につけられたIDで個別にコントロールするもので、同一車線 (レーン) での2台以上の同時走行やレーンチェンジの機能もある。ただし各社のシステムには互換性がない。従来の軌道上の電圧を制御するシステムの事は「アナログシステム」と呼ばれる。

## 製品

### 車両
スロットカーのボディは、日本とヨーロッパでは射出成型によるスチロール系のハードボディが主流で、それらに含まれない希少車種では、ガレージキットなどのウレタン樹脂製ボディーも用いられる。耐衝撃性よりも、スケールモデルのような実感を重視した仕上げが好まれる傾向にある。アメリカでは、ポリカーボネート板をバスタブ型に真空成型したクリア (透明) ボディが主流である。クリアボディには内側から塗装をほどこす。

### 車種
一般的には実物を忠実に模した競技用の4輪車が主流であるが、キャラクター物や2輪車なども少数ながら存在する。また、ウイングカーと呼ばれる透明な羽根によってダウンフォースを得る物やドラッグレース仕様もある。それらは実物とは異なる形状をしている。

### 縮尺・スケール
1960年代の流行時には1/24スケールが主であったが、近年はヨーロッパを中心として1/32スケールが主流となり、コレクションも含めた限定生産品やかつての製品の復刻版なども販売されている。また、1/64や1/43や1/87もある。1/64は電路の幅が16.5mmで、HOゲージ鉄道模型での標準レール間隔と等しいことから、「HOスケール」と言う。1/32以下のスケールはグリップ剤を使用しない場合、車体の底に磁石が無ければ十分な駆動力を得られずに空転し、コースアウトする。

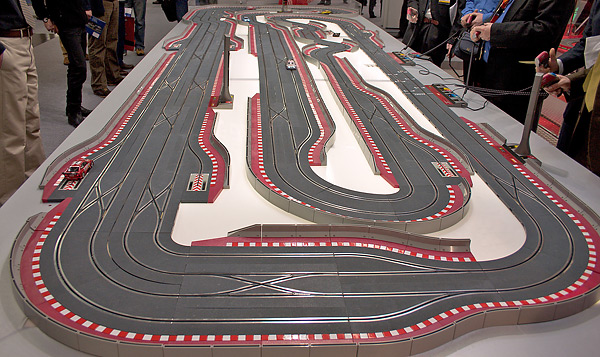
SCX製のサーキット

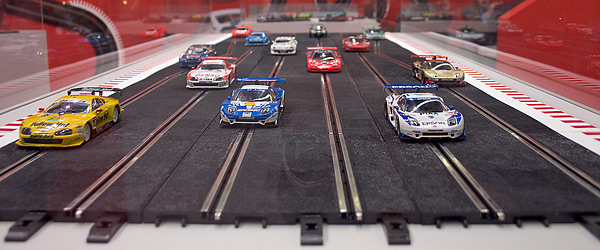
Ninco製の家庭用コース

## コース
スロット (溝) のついたプレートを組み合わせたものを「コース」「サーキット」と言う。スロットカーが走行する車線を「レーン」と言う。
大きく別けて　ウッドコース（営業用）　プラコース(家庭用＆営業用)
家庭用コースは、主にプラスチック製の組み立て式で、8の字型やオーバルコースが一般的であるが、複雑なコースも組み合わせを変えることで作成することが出来る。営業用コースは、木製の造り付けで、ルーターでスロットを彫った物が多い。プラスチック製の家庭用コースを組み合わせて使用しているところもある。この場合はコースの変更が木製のコースと比べて比較的容易である。営業用のものを特に「サーキット」と呼ぶことがある。

### コントローラー
巻き線式抵抗器の上を摺動させて抵抗値を変え、電流を制御することで速度を制御する方法が一般的だが、電子式の物もある。近年ではデジタル式車両に応じた専用のコントローラーも普及しつつある。それらにはレーンチェンジ用のボタンがついている。
コントローラーの形状は引き金を引く形式が一般的だが、昔ながらの親指でトリガーを上下に押す形式も残っており、それぞれに一長一短がある。また、赤外線で伝送するワイヤレス式のコントローラーも存在する。

### 計数装置
家庭用のコースセットには、周回数を数える機械式の計数装置を備える物や電子式の計数装置、パソコンとつなぐ形式の計数装置がある。業務用では順位や最速周回時間等も表示できるようになっている。従来は業務用は発光ダイオードで表示する形式が一般的だったが、現在では業務用もパソコンで液晶ディスプレイなどに表示す形式が一般化しつつある。

### デジタル
2000年代に入り、各社からデジタル式のスロットカーが発売されている。従来はレーン (車線)に加える電圧で車両の速度を制御していた。そのため、走行車両の数に応じてレーン が必要で、コースの外側と内側で有利不利が生じていたが、デジタル化により、レーンの電圧は一定で、デジタル通信で車両毎の速度を調整出来、複数の車両が同じレーンを走行できるようになった。決められた場所でのレーンチェンジも可能になったため、全ての車両の条件が従来より等しくなった。ただし、実際のモータースポーツと同様にスタート位置などの条件はある。

## 伝達方式
モーターから駆動軸に伝達する方式は以下の種類がある。

### インライン
駆動軸に垂直にモーターが配置されていて、クラウンギアで伝達方向を変える。最も一般的な方法である。インライン式は初期の頃から使用されている。1950年代半ばに鉄道模型用の小型モータを展示用模型を改造若しくは手作りの車体に搭載して最初のクラブトラックでレースが行われた。1957年、スケーレックストリックが最初に商業的に2台の近代的なスロットカーとコースを発売した。先駆者の車はインライン式だった。HOスケールの現行品は殆どがこの形式である。
通常、インライン方式はモーターから後方の駆動軸に回転を伝達する後輪駆動方式であるが、前後に設置したクラウンギアに回転を伝達する四輪駆動方式も存在する。

### サイドワインダー
駆動軸に平行にモーターが配置されていて、スパーギアを介して動力を伝達する。1/32スケールのほとんどの車が採用する方式である。モーターが車体の後方に位置するため、タイヤへのトラクションを得やすい。また、モーターと駆動軸で回転方向が同じであるため、高出力・高回転のモーターを使用する際にギアを痛めにくい。通常は駆動軸は後輪側でモーターはそのすぐ内側 (ミッドシップ) に設置される。FLYなど一部のメーカーでは、よりリアルな挙動を求めるために実車のエンジン搭載位置にならってモーターを設置している場合がある。例としては、ポルシェモデルはモーターを駆動軸より後方 (RR方式) に設置するなどの工夫をしている。

### アングルワインダー
駆動軸に対して斜めにモーターが配置されている。駆動軸に固定されるスパーギアには、モーターの角度に合わせてカットが施されている。モーターの設置位置が中央よりになるため、サイドワインダー方式と比べてテールスライドしにくい。また、斜めに設置することでサイドワインダー方式では設置できない大型のモーターが設置することができるようになる。

### パンケーキマウント
モーターの軸が車体に対して垂直になるように配置される。加減速時に車体が回転子の反動で振れるという欠点がある。小型のモーターが普及した現在では使用されない。

## メーカー・ブランド
イギリスのスケーレックストリック、ドイツのカレラやレベル・モノグラムのような1960年代のブームを支えた古参のメーカーと、SCX、FLY、NINCOなどの比較的新しいメーカー、Slot it、Pink Karなどの近年頭角をあらわしはじめたメーカーがある。
1960年代の世界的なブーム時にはCOXやレベル、モノグラム、タミヤ、日本模型、青柳金属工業、マルサン商店も参入していた。1960年代当時、既にマグネシウムのダイカスト製品が量産され使用されていた。当時の製品は現在でもオークションなどで高値で取引されており、今尚、高い評価を受けている。いずれも撤退や廃業しており、既に生産されていない。
1/24スケールや1/32スケールのスロットカーでは、ボディのみ同スケールのプラモデルから流用することがある。

### 主なメーカー・ブランド
既に撤退・廃業したメーカー・ブランドを含む。五十音順。
- ARTIN (アーティン) - ワイヤレスコントローラーなどの製品を展開、同社が過去に発売したトラックでトイザらス販売の製品と接続が可能なものがある。
- ウィズ - 1/32スケールのGSLOTを供給する。 (撤退)
- HPI (エイチピーアイ) - アメリカのメーカーで、1/32スケールの完成品を供給する。 (撤退)
- SCX (エスシーエックス) - スペインのテクニトイズ社が展開するブランドで、スペインとメキシコ国内向けにはscalextricブランドを使用する。
- オーロラ - かつてのアメリカのメーカー。HOスケールのAFXを展開していた。日本ではトミーが販売していた。
- カレラ - ドイツのレーマン傘下。家庭用としては現在唯一の1/24スケールのコースを販売する。1/24、1/32、1/43の各スケールで展開する。
- さかつう - 1/24と1/32のパーツを提供していた。(撤退)
- スケーレックストリック - イギリスのホーンビィ傘下。世界で初めてスロットカーを商品化したとされる。
- Slot it (スロットイット) - イタリアのメーカーで、1/32スケールの完成品を供給する。
- TYCO (タイコ) - アメリカのメーカー。HOスケールのスーパーサーキットを展開していた。日本ではエポック社が販売していた。
- タカラトミー - 1/87スケールのマイクロスロットカーを販売する。
- チェリコ - 1/43スケールのスロットカーを販売していた。
- バンキッシュ - スペインのメーカーで、デファレンシャルギアが組み込まれていた。(倒産)
- バンプロジェクト - スロットカー スロットカーコース製作販売輸入
- Pink kar (ピンクカー) - 1/32スケールの完成品を供給する。
- FASTLANE (ファストレーン) - トイザらスのブランドだが、これはスロットカーに限定されないので注意されたい、一部のARTIN製トラックと接続が可能。
- FLY (フライ) - 1/32スケールの完成品を供給する。
- メルクリン - 鉄道模型の名門であるが、スプリントの名称で1/32スロットカーを生産していた。(撤退)
- レベル・モノグラム - アメリカではモノグラムブランドで販売する。